# Peep Show (britische Fernsehserie)
Peep Show ist eine britische Comedyserie der Autoren Andrew O’Connor, Jesse Armstrong und Sam Bain sowie der beiden Hauptdarsteller David Mitchell und Robert Webb. Zum ersten Mal wurde sie 2003 auf dem englischen Sender Channel 4 ausgestrahlt. Peep Show war die am längsten laufende Comedyserie des Senders und endete nach neun Staffeln im Jahre 2015. Wegen des zwanglosen Gebrauchs von Kraftausdrücken sowie der recht offenen Thematisierung von Sex und Drogenkonsum erhielten, mit einer Ausnahme, alle Episoden der Sitcom in England eine Altersfreigabe ab 15 Jahren, wobei eine Folge der ersten Staffel aufgrund anstößiger Szenen erst ab 18 Jahren freigegeben wurde. Peep Show wurde mit zwei BAFTA TV Awards, der Rose d’Or und drei British Comedy Awards ausgezeichnet und war für den International Emmy Award nominiert, konnte jedoch stets nur niedrige Einschaltquoten verzeichnen. Die hohen Verkaufszahlen der DVD-Veröffentlichungen ermöglichten jedoch mehrere Verlängerungen.
Charakteristisch für die Sitcom ist der häufige Einsatz von Point-of-View-Shots und Voice-Overs, sowie viele peinliche Situationen, in welche die Protagonisten geraten (Cringe comedy).

## Handlung
Peep Show handelt hauptsächlich von den Erlebnissen der Figuren Mark (David Mitchell) und Jeremy (Robert Webb), die sich eine Wohnung im Londoner Stadtteil Croydon teilen. Dabei wird ausgiebig mit der Ich-Perspektive beider (daher der Name der Sendung: vom Englischen „peep“ = kurzer Blick) gearbeitet sowie mit inneren Monologen, die die teilweise ironisch abgründigen Gedanken der beiden entblößen. Jeremy und Mark haben sich an der (fiktiven) Universität von Dartmouth kennengelernt, wo sie sich den Namen „El Dude Brothers“ gaben. Im Laufe der Serie werden insbesondere Jeremys turbulentes Liebesleben und Marks komplizierte Beziehung zu seiner Arbeitskollegin Sophie erzählt. In Staffel 7 wird Mark Vater eines Sohnes.

## Charaktere

### Hauptcharaktere

#### Mark Corrigan

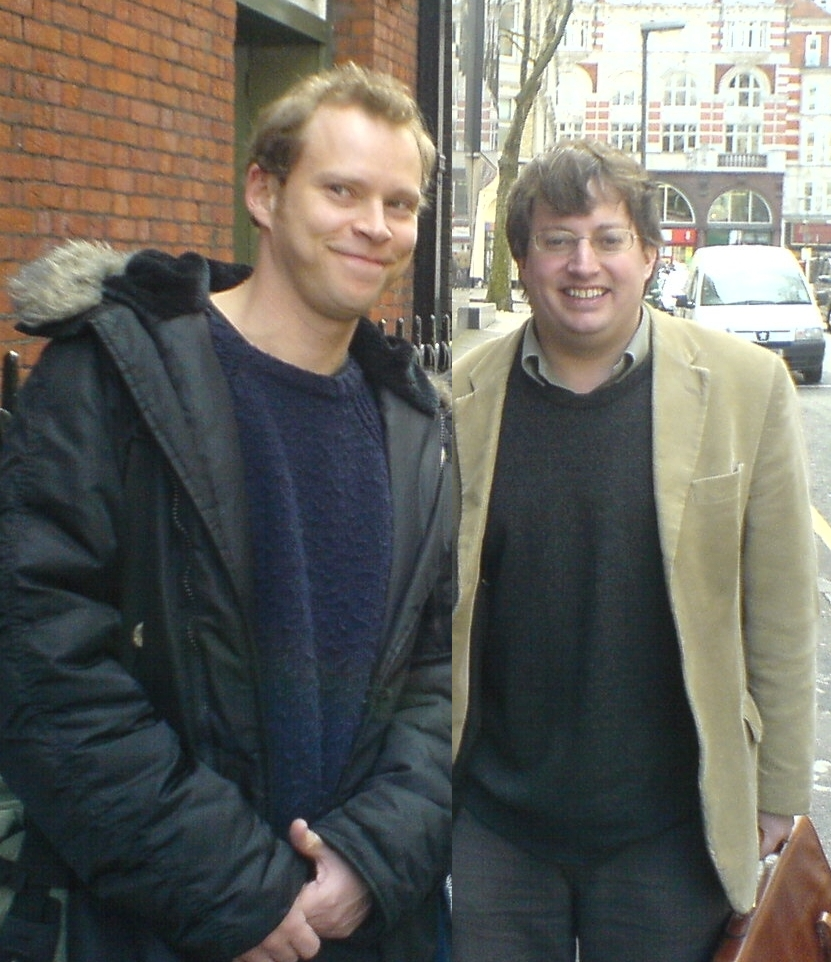
Die Hauptdarsteller Robert Webb und David Mitchell

Mark ist der finanziell besser situierte der beiden, arbeitet als höherer Angestellter in einem internationalen Finanzunternehmen und ist Eigentümer der Wohnung, in der er und Jeremy wohnen. Als chronischer Pessimist malt sich Mark oft die schlimmstmöglichen Wendungen aus, die eine Situation für ihn nehmen kann und ist zudem sehr ungeschickt, was das Knüpfen sozialer Kontakte anbelangt. Beides hindert ihn jedoch nicht daran, die moralisch vorbildhafteste männliche Gestalt der Serie zu sein, was ihm vor allem Punkte bei Sophie, seiner Arbeitskollegin und heimlichen Liebe, einbringt, auch wenn seine Versuche, ihr näherzukommen, in den ersten Staffeln immer wieder z. T. tragisch scheitern. Als er schließlich mit ihr zusammenkommt, währt das Glück nur kurz, da Mark mehr und mehr merkt, dass er sie nicht wirklich liebt, was jedoch erst nach ihrer Hochzeit herauskommt. In Staffel 6 verliert Mark (wie alle englischen Mitarbeiter seines Konzerns) seinen Arbeitsplatz und begibt sich auf die Suche nach einem neuen Job, um für das Kind, das er nach der Scheidung zusammen mit Sophie gezeugt hat, sorgen zu können. Trotz seiner grundsätzlichen Anständigkeit lässt auch er sich zuweilen zu fragwürdigen Unternehmungen hinreißen: So spioniert er Sophies E-Mails aus oder gibt seinen Mitarbeitern in Zornesausbrüchen verletzende wie phantasievolle Schimpfnamen. Zudem hegt der zwar konservative, aber im Grunde doch liberale Mark wie viele Briten eine eigentümliche Faszination für den Zweiten Weltkrieg und speziell für Nazideutschland, was sich in den Büchern, die er liest, ebenso niederschlägt wie in der Tatsache, dass er in seinen Computerspielen und bei Kriegsnachstellungen (in Wehrmachtsuniform) immer die Rolle der Deutschen annimmt. In einer Folge, in der Mark einen Nervenzusammenbruch erleidet und ihm ein Psychiater aufgibt, ihm das erste Wort, das ihm zu einem beliebigen Begriff einfällt, zu sagen, schießt Mark beim Begriff „Vater“ zuallererst das Wort „Führer“ durch den Kopf. Mark wird gespielt von David Mitchell.

#### Jeremy ‘Jez’ Osborne
Jeremy ist ein fast durchgehend arbeitsloser Musiker, der oft mit der Miete im Rückstand bleibt und sich seine zukünftige Karriere gerne ausmalt, obwohl es im Grunde gar kein Anzeichen dafür gibt, dass diese bald anbrechen könnte. Dennoch ist Jeremy im Gegensatz zu Mark wesentlich extrovertierter und kontaktfreudiger und hat auch einen wesentlich optimistischeren Blick auf die Welt, obwohl ihm die Trennung von seiner großen Liebe, „Big Suze“, die zu Beginn der ersten Staffel gerade stattgefunden hat, nie wirklich aus dem Kopf geht. Jeremy ist moralisch wesentlich „flexibler“ als Mark, dem er oftmals in den Rücken fällt, wenn es ihm zum Vorteil gereicht. Denn im Grunde möchte er das Leben eines Musikers mit Sex und Drogen ausleben, wovon Mark ihn jedoch immer wieder abhält, indem er auf sein Recht als Mitbewohner und ausbleibende Mietzahlungen, die Jeremy ihm schuldet – und damit auf Jeremys finanzielle Abhängigkeit von ihm – pocht. Jeremy wird gespielt von Robert Webb.

### Nebencharaktere

#### Super-Hans
Super-Hans ist neben Mark Jeremys bester Kumpel und „Bandkollege“, als Tonstudioangestellter musikalisch aber weitaus erfolgreicher als Jeremy, weshalb er dessen heimliches Vorbild ist. Hans fällt in der Serie vor allem durch seine Radikalität auf (er will einen Pub „Free the Pedos“ – „Befreit Pädophile“ – taufen) sowie durch seine Rücksichtslosigkeit und seinen exzessiven Drogenkonsum (Crack, Kokain). Er ist ein unzuverlässiger Freund, der nicht davor Halt macht, Jeremy die Freundin auszuspannen, und will mit seinen Meinungen immer konsequent gegen den Strom schwimmen. Daher sind seine Ansichten meist nicht mehr als eine Mixtur aus purer Opposition und den wirren Ansichten eines ausgiebigen Kiffers, gepaart mit einer gehörigen Portion an Überlegenheitsgefühl gegenüber allem und jedem. Super-Hans wird gespielt von Matt King.

#### Sophie Chapman
Sophie ist Marks Arbeitskollegin und als dessen heimliche Liebe der Mittelpunkt seines Interesses. Dieses Interesse teilt Mark derweil mit Jeff, einem anderen Kollegen, mit dem er eine intime Feindschaft hegt. Sophie ist sowohl an Mark als auch an Jeff interessiert, wobei sie zunächst lange mit Jeff zusammen ist, bevor sie sich später für Mark entscheidet, den sie in der letzten Folge der vierten Staffel heiratet, nur um Minuten später die Scheidung zu fordern. Obwohl sich Mark und Sophie nach der aus beider Sicht „furchtbaren“ Hochzeit tatsächlich scheiden lassen und getrennter Wege gehen wollen, schlafen sie in einem Moment der Schwäche miteinander, mit dem Ergebnis, dass Sophie schwanger wird und am Ende der sechsten Staffel schließlich Marks Kind gebärt. Sophie ist zu Beginn der Serie eine bodenständige und fröhliche Person, die das Nachtleben Londons genießt und ab und an auch einen Joint raucht, was Mark eher befremdet. Nach London ist sie dem Landleben in dem kleinen Dorf entflohen, aus dem sie stammt und in dem ihre Mutter regelmäßig ihren Vater (in einer Folge gar mit Jeremy) betrügt. Nach der Trennung von Mark und nicht zuletzt auch durch die Schwangerschaft und die damit verbundenen Verantwortung, die sie von Mark einfordert, wird sie zu einem zunehmend unangenehmen Charakter und mit Mark verliert auch der Zuschauer so gut wie jede Sympathie für sie. Sophie wird gespielt von Olivia Colman.

#### Alan Johnson
Alan Johnson, meist nur „Johnson“ genannt, ist Kreditmanager und Marks Vorgesetzter an dessen Arbeitsplatz. Johnson ist das klassische Alpha-Tier, eine selbstsichere, bestimmende und gediegen coole Persönlichkeit mit einer Vorliebe für die direkte Art. Mark himmelt ihn derart an, dass er in einer Folge gar gewaltsam versucht, homosexuell zu werden, weil er in Johnson den potenziell idealen Lebenspartner sieht. Da beide jedoch durch und durch dem anderen Geschlecht zugetan sind (was sich in einer Folge zeigt, in der Johnson dem hoffnungsvollen Jeremy Big Suze vor der Nase wegschnappt), verbindet sie nicht mehr als eine durchaus ehrliche berufliche Freundschaft. Johnson wird gespielt von Paterson Joseph.

## Staffeln
| Staffel   | Episodenanzahl | Erstausstrahlung   | Erstausstrahlung  | Regie             |
| Staffel   | Episodenanzahl | Staffelpremiere    | Staffelfinale     | Regie             |
| --------- | -------------- | ------------------ | ----------------- | ----------------- |
| Staffel 1 | 6              | 19. September 2003 | 24. Oktober 2003  | Jeremy Wooding    |
| Staffel 2 | 6              | 12. November 2004  | 17. Dezember 2004 | Tristram Shapeero |
| Staffel 3 | 6              | 11. November 2005  | 16. Dezember 2005 | Tristram Shapeero |
| Staffel 4 | 6              | 13. April 2007     | 18. Mai 2007      | Becky Martin      |
| Staffel 5 | 6              | 2. Mai 2008        | 6. Juni 2008      | Becky Martin      |
| Staffel 6 | 6              | 18. September 2009 | 23. Oktober 2009  | Becky Martin      |
| Staffel 7 | 6              | 26. November 2010  | 29. Dezember 2010 | Becky Martin      |
| Staffel 8 | 6              | 25. November 2012  | 24. Dezember 2012 | Becky Martin      |
| Staffel 9 | 6              | 11. November 2015  | 16. Dezember 2015 | Becky Martin      |

## Auszeichnungen
British Academy Television Award
- 2009: Best Comedy Performance – David Mitchell
- 2008: Best Situation Comedy

British Comedy Award
- 2007: Best TV Comedy
- 2007: Best TV Comedy Actor – David Mitchell
- 2006: Best TV Comedy

Rose d’Or
- 2004: Sitcom

Writers’ Guild of Great Britain Award
- 2011: Best Television Comedy

Royal Television Society Award
- 2008: Best Comedy Performance – David Mitchell und Robert Webb
- 2006: Best Writer – Sam Bain, Jesse Armstrong